# Masaaki Tanaka
Masaaki Tanaka (11 février 1911 - 8 janvier 2006) est un auteur japonais connu pour son livre La Fabrication du massacre de Nankin, qui nie que le massacre de Nankin tel qu'il est habituellement compris ait eu lieu. Écrit à l'origine en japonais en 1987, une version en anglais est publiée en 2000 en réponse au livre Le viol de Nankin d'Iris Chang.
Il est également l'un des fondateurs et ancien président de l’Association pour la protection de Kannon pour l’Asie en marche (Kōa Kannon wo mamoru kai 興亜観音を守る会). L'association, fondée en novembre 1994, a pour principal objectif la sauvegarde du Pavillon de Kannon pour l’Asie en marche situé dans la ville de Atami, dans le département de Shizuoka, au Japon. Ce pavillon fut édifié par Matsui Iwane, général de l'armée impériale japonaise et un des sept plus hauts responsables japonais condamné à mort à la suite du Procès de Tokyo. Originellement dédié à la mémoire des victimes japonaises et chinoises des guerres sino-japonaises, le pavillon accueille également des ossements des sept criminels de guerre de catégorie A exécutés à la suite du procès de 1946.

## Source de la traduction
- (en) Cet article est partiellement ou en totalité issu de l’article de Wikipédia en anglais intitulé « Masaaki Tanaka » (voir la liste des auteurs).